# Mile de Gleria
Mile de Gleria, slovenski filmski snemalec, direktor fotografije in režiser lutkovnih filmov, * 19. april 1927, Ljubljana, † 8. april 1986, Golnik.
V Ljubljani je študiral arhitekturo. V letih 1971−1978 je bil predavatelj za filmsko fotografijo na ljubljanski Akademiji za gledališče, radio, film in televizijo. Posnel je veliko kratkih in 12 celovečernih filmov, med njimi tudi Pretnarjeve Samorastnike (1963), Duletičev Na klancu (1971), Pretnarjevega Idealista (1976), Kavčičevo Srečo na vrvici (1977) in Duletičevega Desetega brata (1982). De Gleria je bil eden najpomembnejših filmskih snemalcev v slovenskem filmu; zanj sta bili značilni likovna dognanost fotografije in dobra prilagoditev občutju časa, v katerem se film dogaja. Leta 1975 je za filmsko kamero v slovenskih celovečernih in kratkih filmih prejel nagrado Prešernovega sklada.